# Tåcklinstjärnen
Tåcklinstjärnen är en sjö i Timrå kommun i Medelpad och ingår i Gådeån-Indalsälvens kustområde. Sjön har en area på 0,0112 kvadratkilometer och ligger 43,5 meter över havet.

## Delavrinningsområde
Tåcklinstjärnen ingår i det delavrinningsområde (693095-159483) som SMHI kallar för Rinner mot Åvikebukten. Medelhöjden är 53 meter över havet och ytan är 20,98 kvadratkilometer. Det finns inga avrinningsområden uppströms utan avrinningsområdet är högsta punkten. Avrinningsområdets utflöde mynnar i havet, utan att ha någon enskild mynningsplats. Avrinningsområdet består mestadels av skog (89 procent).